# ジュゼッペ・コルッチ
ジュゼッペ・コルッチ（Giuseppe Colucci, 1980年8月24日 - ）は、イタリア・プッリャ州フォッジャ出身の元サッカー選手。現役時代のポジションは守備的MF。

## 経歴

### クラブ
地元のフォッジャ・カルチョでキャリアをスタートさせ、1997年にセリエBでトップチームデビュー。1999年に移籍したASローマでは出場機会を得られなかったものの、2000年にエラス・ヴェローナFCへ加入して以降、セリエA中堅から下位のクラブを渡り歩き、コンスタントに試合に出場している。
2009年12月、セリエBのACチェゼーナへ移籍し、チームのA昇格に貢献。2011-12シーズンでチームはセリエB降格したこともあり、2012年7月に新昇格チームのデルフィーノ・ペスカーラ1936へ移籍した。
2013年1月22日、レッジーナ・カルチョに移籍することが決定した。翌年1月23日に契約を解除しクラブを退団した。
2015年11月25日、現役を引退することを発表した。

### 代表
アンダー世代のイタリア代表選出経験がある。

## エピソード
イタリアでプレーした3人の日本人選手（中村俊輔、長友佑都、森本貴幸）とチームメイトになったことがあり、「長友は日本人なんかじゃない。あれはラテンの血が混ざってる。むしろイタリア人だよ。最初は大人しくてまじめな選手なんだろうなって思ってた。いわゆる一般的な日本人像ってやつだ。礼儀正しくて物静か。あまり輪の中に入ってこない、いつもクールな日本人。中村は根っからに真面目だったな。初めて彼の声を聞いたのは半年くらい経ってからだ。森本もそこまで賑やかなタイプじゃない。中田もそうなんだろう? でも長友は違う。ロッカールームでふざけあってたし、冗談も言いあってた。最初は言葉も話せなかったのにね。今考えると、それは新たな環境への適応力だったんだと思う」と語っている。